# Harry Poulos
Harry George Poulos  (* 27. April 1940 in Katoomba) ist ein griechisch-australischer Bauingenieur für Geotechnik, international bekannt als Experte für Pfahlgründungen.
Poulos studierte an der Universität Sydney, wo er 1961 seinen Bachelorabschluss machte und 1965 promoviert wurde. 1964/65 war er Ingenieur bei MacDonald Wagner and Priddle. Ab 1965 war er Lecturer, ab 1969 Senior Lecturer, ab 1972 Reader und ab 1982 Professor an der Universität Sydney und ist dort heute Professor Emeritus. 1976 erhielt er einen Doktorgrad D. Sc. in Sydney.
Er war Rankine Lecturer (Pile behaviour- theory and application,) und 2005 Terzaghi Lecturer (Pile behavior- consequences of geological and construction imperfections). Poulos erhielt 1972 die  J. James R. Croes Medal der ASCE, 1995 den ASCE State of the Art of Civil Engineering Award, ist seit 2010 Ehrenmitglied der ASCE, erhielt 2003 die australische Centenary Medal, die Warren Medaille und den Warren Preis (1985) des australischen Institute of Civil Engineers und 2007 den Thomas A. Middlebrooks Award der ASCE. 1993 wurde er Mitglied des Order of Australia und 1988 erhielt er den John Jaeger Memorial Award. Er ist Mitglied der australischen Akademie der Wissenschaften (1988) und der australischen Akademie für Technikwissenschaften und Ingenieure (1996). 2003 wurde er australischer Bauingenieur des Jahres.
Poulos steht dem australischen Normenausschuss für Pfahlgründungen vor (2010), war 1980 bis 1995 im Rat der Australian Geomechanics Society (AGS), war 1982 bis 1984 deren Vorsitzender, und ist im Rat der International Society for Soil Mechanics and Geotechnical Engineering (ISSMGE), deren Vizepräsident für die Region Australien-Asien er 1989 bis 1994 war. Seit 2002 gibt es bei der Sektion Sydney der AGS die Poulos-Lecture zu seinen Ehren.
Er war weltweit an verschiedenen Grundbauprojekten beteiligt, zum Beispiel Pfahlgründungen für Hochhäuser in Dubai (Burj al Arab, Emirates Towers, Burj Dubai, dem höchsten Hochhaus der Welt, wo er die geotechnische Prüfung ausführte), dem Docklands Project in Melbourne oder der 700 km langen Egnatia Odos Autobahn quer durch  Griechenland (2001 bis 2005), wo insbesondere die Erdbebensicherheit eine Rolle spielte. Weitere Projekte waren Beratungen bei verschiedenen Offshore-Strukturen wie Bohrinseln.
Er ist seit 1989 Mitarbeiter von Coffey Geotechnics, wo er verschiedene Führungspositionen hatte, so war er 1991 bis 1993 Vorstand. Heute ist er dort Senior Principal (2010).

## Schriften
- mit E. H. Davis: Elastic solutions for soil and rock mechanics. Wiley 1974.
- mit E. H. Davis: Pile foundation analysis and design. Wiley 1980, Krieger 1990.
- Marine Geotechnics. Unwin Hyman, Boston/London 1988.